# ファラオの葉巻
『ファラオの葉巻』（ファラオのはまき、フランス語: Les Cigares du Pharaon）は、ベルギーの漫画家エルジェによる漫画（バンド・デシネ）、タンタンの冒険シリーズの4作目である。ベルギーの保守紙『20世紀新聞』 （Le Vingtième Siècle）の子供向け付録誌『20世紀子ども新聞』（Le Petit Vingtième）にて1932年12月から1934年2月まで毎週連載されていた。当初はモノクロであったが、1955年に著者本人によってカラー化された。ベルギー人の少年記者タンタンが愛犬スノーウィと共にエジプト旅行中に国際的な麻薬密売組織の陰謀に巻き込まれ、ファラオの墳墓で見つけた葉巻の謎を追って、アラビアからインドに掛けて冒険する物語であり、一部の謎は残され、次作『青い蓮』に続く。
これまでのシリーズ作品は、新聞社の経営者ノルベール・ヴァレーズの指示のもとに政治的なテーマに基づいて物語が作られていた。しかし、本作よりエルジェは推理小説的要素を意図的に持ち込み、そのスリラーやミステリー要素は高く評価され、その後のシリーズの路線を決めたランドマーク的な作品とみなされている。また、キャラクター面でも、まぬけな刑事コンビ・デュポンとデュボンや、宿敵ラスタポプロスの初登場作品でもあり、奇抜な学者フィレモンは後のビーカー教授につながったともされる。
本作は前作『タンタン アメリカへ』に続いて商業的な成功を収め、完結後にすぐにカステルマン社から書籍として出版された。1955年にはリーニュクレールの技法を用いたカラー版が出版され、その際にいくつか改変が加えられている。1991年にはカナダのアニメーション製作会社のネルバナとフランスのEllipseによるテレビアニメシリーズの中で、本作が映像化されている。
日本語版は、1987年にカラー版を底本にして福音館書店より出版された（川口恵子訳）。

## あらすじ
地中海のクルーズ船でバカンスを楽しんでいたタンタンは、映画会社社長で富豪ラスタポプロスや、エジプト考古学者の変人フィレモン・サイクロンらと出会う。そんな中、突然タンタンは2人組のインターポールの刑事デュポンとデュボンにアヘン密輸容疑で逮捕されるも、船から脱出し、カイロの街に着く。サイクロンと再会したタンタンは、彼のファラオ墳墓の探索に同行するが、そこでケオセフ王のマークの入った謎の葉巻を見つける。サイクロンと合流しようとするも彼は行方不明となり、やがてタンタンは、ミイラのように布を巻かれて棺に納められた多くの考古学者が置かれた地下室を発見する。そこには「タンタン」の名の入った空の棺も置かれており、驚いたタンタンはアヘンの煙を吸わされ意識を失う。
タンタンが入った木の棺は海上を密輸船で運ばれていたが、沿岸警備隊を見つけた船長のアランは棺を船外に捨てるよう部下に命じる。こうして海上で目を覚ましたタンタンは、アラビアに向かう途中の武器商人の船に偶然拾われる。この一件により、デュポンとデュボンはタンタンは武器密売にも関与していると誤解する。その後、陸路を移動するタンタンは、彼の大ファンだという族長シーク・パシャや、映画撮影を行っていたラスタポプロスと遭遇する。そして砂漠を旅して都市にたどり着くが、地元兵の連隊長はタンタンが持っていたケオセフ王のマークの入った葉巻を見てスパイだと言い、タンタンは処刑のため逮捕される。デュポンとデュボンは、自分たちが逮捕するためタンタンを脱出させるが、タンタンはさらに彼らの手からも逃げ出し、軽飛行機に乗ってアラブを脱出する。
インド上空で燃料切れにより飛行機は墜落し、タンタンはジャングルにたどり着く。そこでサイクロンと再会するが、彼は正気を失っていた。そこでタンタンは彼を連れて、近くにあったイギリス人植民地者のバンガローに泊めてもらい、スノーボール夫妻やフィニー医師と知り合う。サイクロンを診たフィニーは、彼はラジャイジャの毒によって正気を失わされたと診察する。翌日、サイクロンがファキール（イスラムまたはヒンドゥーの禁欲的な修行僧）に命じられるままに殺そうとしてきたため、タンタンは逃げ出す。村に逃げ込んだタンタンは、犯人一味と思われるハンガリー人の詩人を尋問し、麻薬密輸の国際的シンジケートがあることを聞き出すが、ボスの名を明かす前に詩人はファキールの毒矢によって、正気を失ってしまう。やがてタンタンは一帯を統治するマハラジャ（王）である、ガイパジャマと出会う。マハラジャはタンタンを気に入ると、この国が長く麻薬密輸団と戦っていること、彼の父や兄弟も、ラジャイジャの毒によって正気を失わされたこと、そして密輸団がどのような方法で国内に麻薬を持ち込んでいるのか未だ不明であることを明かす。
深夜、マハラジャを襲うために姿を表したファキールを追跡することで、タンタンは麻薬密輸団のアジトを発見し、機転を利かせてこの場にいた覆面の幹部らを一網打尽にする。彼らはアランやアラブの連隊長、スノーボール夫妻やフィニー、マハラジャの側近など、今回の旅でタンタンが出会った人物たちであった。しかし、隙を突かれてファキールには逃げられてしまう。そこにデュポンとデュボンが到着し、カイロ警察の捜査によってここにたどり着いたこと、また既にタンタンの容疑は晴れていることを明かす。窮地に陥ったファキールはマハラジャの息子を誘拐し、それを知ったタンタンは彼を助けるためスポーツカーで追跡する。そしてタンタンは息子を助け出し、ファキールを捕まえることにも成功する。未だ正体不明のボスは、岩を落としてタンタンを殺そうとするも、崖から転落し行方不明となる。
マハラジャの宮殿に戻ったタンタンは盛大に祝われる。そしてタンタンは、マハラジャに麻薬密輸団が葉巻に偽装して麻薬を密輸していたことを報告する。

## 歴史

### 執筆背景
作者のエルジェ（本名：ジョルジュ・レミ）は、故郷ブリュッセルにあったローマ・カトリック系の保守紙『20世紀新聞』（Le Vingtième Siècle）で働いており、同紙の子供向け付録誌『20世紀子ども新聞』（Le Petit Vingtième）の編集とイラストレーターを兼ねていた。1929年、エルジェの代表作となる、架空のベルギー人の少年記者・タンタンの活躍を描く『タンタンの冒険』の連載が始まった。初期の3作は社長で教会のアベであったノルベール・ヴァレーズによってテーマと舞台が決められていた。第1作『タンタン ソビエトへ』は舞台をソビエト連邦とし、反共産主義がテーマであった。第2作『タンタンのコンゴ探険』は舞台をベルギー領コンゴとして植民地主義を刺激することが目的であった。第3作『タンタン アメリカへ』は、アメリカの資本主義を批難するものであった。

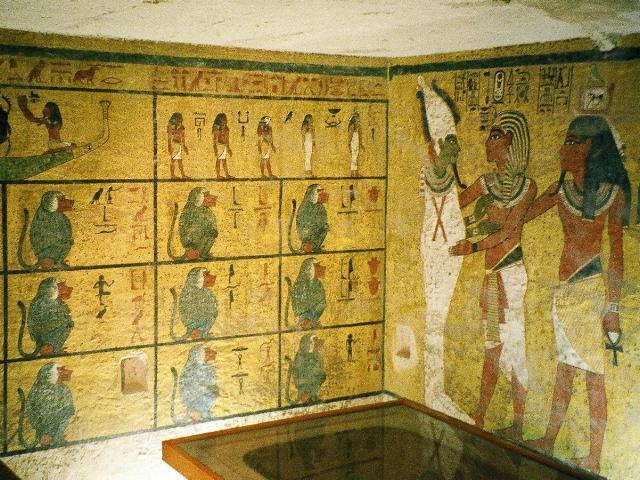
本作に影響を与えたツタンカーメンの墓の内部写真

第4作目となった本作では、エルジェはミステリー小説的な内容を描きたいと考えていた。
1930年代、西欧ではアガサ・クリスティーやエラリー・クイーンといった作家が活躍し、推理小説が盛んな時代であった。
また、1922年にハワード・カーターがツタンカーメンの墓（KV62）を発見したこと、その後の関係者の不審死が大衆紙にて「ファラオの呪い」と騒がれたことも、本作のシナリオの材料となっている。
本作に登場するファラオのケオセフ（Kih-Oskh）は架空のものだが、その名前は『20世紀新聞』が売られていたキオスク（kiosk）を捩ったものである。
また、ケオセフ王のシンボルは、道教の太極（太極図）を元にエルジェが創作したものであった。
本作の制作にあたっては、イギリスの雑誌『ユーモリスト』と『パンチ』から大きな影響を受けたアシスタントであるポール・"ジャム"・ジャマンの助けも受けた。
また、本作はフランスの冒険家で武器密売人でもあったアンリ・ド・モンフレイの著書、特に『紅海の秘密（Secrets of the Red Sea）』と『ハシシュ・クルーズ（The Hashish Cruise）』からも影響を受けている。子供時代に第一次世界大戦を経験しているエルジェは武器商人を嫌い、本作に登場する武器商人はモンフレイがモデルとなっている。
ミイラ化した死体が壁に沿って並べ立てられているというアイデアは、ピエール・ブノアの1919年の代表作『アトランティード』から取られたものであり、1932年にゲオルク・ヴィルヘルム・パープストによって映画化（『アトランティド』）されたものであった。
また、掲載誌の表紙に描かれた壁画はパリのルーヴル美術館にあるハトホルとセティ1世のレリーフがモデルになっており、タンタンの夢の中で登場するファラオの玉座はツタンカーメンの墓にあったものがモデルである。
麻薬密輸を行う秘密結社というアイデアは、フリーメイソンに関する右派の陰謀論に影響を受けたものであった。エルジェは過激派雑誌『Le Crapouillot』に掲載されたルシアン・ファヌー＝レイノーの1932年の記事を元にしたと見られている。

### オリジナル版（1932年-1934年）
1932年11月24日、『20世紀子ども新聞』誌上にて、タンタンとジャマンのインタビュー記事という形で、今度の冒険先はエジプトから始まり、インド、セイロン、インドシナを経由して、最終的に中国に向かうという発表が行われた。
その後、12月8日に『記者タンタンの冒険、東洋へ』というタイトルで『20世紀子ども新聞』誌にて連載が始まった。
物語の開始が中国ではなくエジプトからであったため、エルジェは一時的に『カイロ事件』というタイトルにしていた。
今までと同じように物語は事前に考えられていたプロットには従わず、1週間毎にエルジェがストーリーを考案するというスタイルであった。
本作の書籍としての出版は、1934年2月の最終回前に、1933年末にはカステルマン社と契約が結ばれていた。そして1934年秋に本作は同社から出版され、これは同社から最初に出版されたタンタンシリーズの作品であった。ただ、エルジェにとって不本意であったことは、夏休みが終わる秋まで出版時期を遅らさせられたことであった。
1936年の再販版では、一部にカラーページが挿入された。
本作では後のシリーズにおいてレギュラー化したり、何度か再登場するキャラクターがいる。
その中で最も重要なキャラクターが2人組の刑事「デュポンとデュボン（Dupont and Dupond）」である。彼らは当初「エージェントX33とエージェントX33 bis（Agent X33 and Agent X33 bis）」と呼ばれていた。1941年にジャック・ヴァン・メルケベックと共同執筆した『Tintin in India: The Mystery of the Blue Diamond（タンタン インドへ行く:青いダイヤモンドの謎）』でも登場し、この時は「デュランとデュラン（Durant and Durand）」と名付けられたが、その後に、現在のデュポンとデュボンになった。
そのキャラクター像は、1930年代のステレオタイプなベルギーの警官に、エルジェの一卵性双生児であった父と叔父（アレクシス・レミとレオン・レミ）を掛け合わせたものであった。
以降のシリーズでも、しばしば敵役として登場するロベルト・ラスタポプロスが本作で初登場した。本作では著名な映画会社社長として何度か作中に現れるのみだが、次作『青い蓮』にて、実は国際的な犯罪組織のボスであり、本作の黒幕であったことが明かされる。彼の名前はエルジェの友人の一人が考えたものであり、面白いと思ったエルジェが採用したものであった。
設定上はギリシャ姓のイタリア人となっている。また、その造詣はステレオタイプの反ユダヤ主義者が基になっており、エルジェは彼はユダヤ人ではないと完全に否定している。
次に、後にも登場するキャラクターがポルトガル人の商人オリベイラであり、彼はその後、中東を舞台とした『燃える水の国』『紅海のサメ』で再登場する。
本作の物語における中心人物であるフィレモン・サイクロン自体は、本作のみの登場であるが、奇抜な学者というステレオタイプは、後に『レッド・ラッカムの宝』から登場してレギュラーキャラクターとなるビーカー教授の原型である。
本作の連載中にヴァレーズが公共事業局の名誉を傷つけたとして告発を受けるというスキャンダルが起きた。新聞社を相手に訴訟が起こされ、社主はヴァレーズに辞任を要求し、これは1933年8月に成立した。
このことにエルジェは落胆して1934年3月に辞職しようとしたが、仕事量を減らし、月給を2000フランから3000フランに昇給させることで引き留められた。結果としてエルジェは残ることを決め、それまで彼が行っていた『20世紀子ども新聞』の日常業務は、ジャマンが引き継ぐことになった。

### カラー化（1955年）
1940年代から1950年代にかけてエルジェの人気が高まると、エルジェはスタジオのチームと共に、今までのモノクロ版をカラーにリニューアルする作業に着手した。この作業ではエルジェが開発したリーニュクレールの技法が用いられた。本作のカラー化は、（2017年にカラー化された『タンタン ソビエトへ』を除けば）最後の作品となり、1955年に出版された。
単純にカラー化する以外にも改変が加えられた。
例えば、オリジナルには存在した、タンタンがコウモリやワニ、ヘビと対決するシーンなど、プロット展開にはまったく無関係であった孤立した場面は削除され、物語は短縮された。
また、タンタンとスノーウィーが探したアラビアの街の名前はメッカとは明示されなくなり、マハラジャの3人の顧問も削除された。
反対に新たに描き加えられた部分もある。例えば、古代エジプトのピラミッドが背景に追加されるなどしている。
また、序盤に登場する密輸船の船長は、1941年の『金のはさみのカニ』に登場したラスタポプロスの部下であるアランに変更された。
ミイラ化された学者たちが登場するシーンには「E.P. Jacobini」という人物が追加されたが、これはエルジェの友人であったエドガー・P・ジャコブ（Edgar P. Jacobs）が元ネタであった。
オリジナル版で、シーク・パシャがタンタンに見せるタンタンシリーズの本は『タンタン アメリカへ』であったが、1955年版では『タンタンのコンゴ探険』に変更された。さらに1964年の増刷版では、本来は、本作の後のエピソードであるはずの『めざすは月』（1953年）に変更された。
ハリー・トンプソンは、この版で行われた重要な改変部分は芸術的なものであり、これはエルジェの芸術的才能が最高潮に達していた1950年代後半に行われたものであるためと評している。

### その後の出版歴
カステルマン社は、1979年に、エルジェ全集の第2部として『青い蓮』や『かけた耳』とともに、オリジナルのモノクロ版を出版した。その後、さらに1983年にオリジナル版の複製版を出版している。
日本語版は、カラー版を底本に、1987年に川口恵子訳として福音館書店から出版された。福音館版は順番が原作と異なっており、本作はシリーズ8作目という扱いであった（本作の続編である『青い蓮』は14作目として出版された）。

## 書評と分析
Jean-Marc LofficierとRandy Lofficierは、5つ星中3つ星を与え、「シュールなスリラー、（しっとりとした）豊かさ、独特の雰囲気」があると評価した。本作は狂気を扱っているだけではなく、本作自体が狂気であり、「夢のような不信感」を呼び起こすと述べている。そして本作の、その絵的素晴らしさは、『タンタン アメリカへ』と『青い蓮』の中間に位置すると評し、エルジェが「視覚的なボキャブラリー」を増やし、墳墓での夢の場面など「忘れられないシーン」などを挙げている。
また、作中で全体にわたって登場するケオセフ王のシンボルに着目し、「純粋な白昼夢（oneirism）のメモ書き」が加えられた、繰り返される音楽のテーマのようなものだと述べている。
ハリー・トンプソンは、本作を「先行作品から変わったところがほぼわかる」とし、「インスピレーションを受けたコミックキャラクター」や「上手くできたキャラクターコメディ」を挙げて称賛し、初期のシリーズ作に見られたような激しいドタバタ劇から脱却したと述べている。また、本作において導入されたミステリーとサスペンス要素も称賛し、「デウス・エクス・マキナに頼ることなく、本物の恐怖感」を作り出したと評した。
一方で批評的観点としては、エジプトからインドへ舞台が瞬時に移動したことについては本作のプロットの「重大な欠陥」と評している。また、敵役をイギリス人の植民地主義者にしたことについては、『タンタンのコンゴ探険』で描写された、タンタンの植民地主義者的態度が「部分的に修正された」としている。
マイケル・ファーは本作で描かれたタンタンは「（対象年齢が）より年長向けのヒーロー」であり、記者というよりも探偵であるとした。
そして彼は、夢のシークエンスを「シリーズの中でも、最も想像力豊かかつ不穏なシーンの1つ」と評し、エルジェの「名人芸のような表現手段の成長」を表していると述べている。
また、インド植民地でのバンガローを舞台にしたシーンについても称賛し、「閉鎖環境の怖さと不吉さを持った劇的なもの」でアガサ・クリスティの作品にも匹敵するとし、終盤のカーチェイスは「非常に映画的な終わり方」であると評した。
全体的に「謎とドラマに富んだ」物語であり、次作『青い蓮』と合わせて、本作はシリーズのランドマーク的な作品であると評価している。
エルジェの伝記を書いたブノワ・ペータースは、本作においてエルジェは「小説的なもの」に取り組み、冒頭のシーンはロドルフ・テプフェールの『ペンシル氏』に通じるものがあると考察している。
また、シリーズの中で初めて「物語の統一性」を持った作品であるとしている。
同じく伝記を書いたピエール・アソリーヌは、本作は物語から読者が置いてけぼりを食らうと指摘し、物語のテンポが良すぎるためにバックグラウンドにある異国情緒が薄れてしまうためだとしている。

## 翻案
1991年から1992年に掛けて放映されたカナダのアニメーション製作会社のネルバナとフランスのEllipseによる『タンタンの冒険』（Les Aventures de Tintin）において映像化された。
また、2010年にはテレビ局Arteがドキュメンタリー番組シリーズ『Sur les traces de Tintin（タンタンの軌跡）』を制作し、その1エピソードでは本作をメインに据えてエジプトで撮影が行われた。
2022年8月、Pendulo StudiosとMicroidsは、『Tintin Reporter: Cigars of the Pharaoh』（記者タンタン：ファラオの葉巻）というタイトルのアドベンチャーゲームを企画中と発表した。Windows、PlayStation 4、PlayStation 5、Xbox One、Xbox Series X/S、Nintendo Switch向けに2023年に発売予定である。
2023年3月にデモ画像が公開された。